# Suite Lemminkäinen
La Suite Lemminkäinen  (también llamado las Cuatro Leyendas, o Cuatro Leyendas del Kalevala), Op. 22, es una obra escrita por el compositor finlandés Jean Sibelius en la década de 1890. La segunda sección, El cisne de Tuonela, es la más popular y es notable por su solo de corno inglés. 

## Historia
Originalmente concebido como una ópera mitológica, Veneen luominen (La construcción del barco), en una escala similar a las de Richard Wagner, Sibelius más tarde cambió sus metas musicales y el trabajo se convirtió en una pieza orquestal en cuatro movimientos. La suite se basa en el personaje Lemminkäinen de la epopeya nacional finlandesa, el Kalevala, formada por una serie de relatos folclóricos. La pieza también puede considerarse como una colección de poemas sinfónicos. La segunda sección, El Cisne de Tuonela, se oye a menudo por separado.

## Instrumentación
La suite está escrita para dos flautas (ambas doblando a flautín), dos oboes (uno doblando el corno inglés), dos clarinetes (en si) (uno doblando el clarinete bajo), dos fagotes, cuatro trompas (mi y fa), tres trompetas (en mi y fa), tres trombones, tuba, timbales, triángulo, bombo, platillos, pandereta, arpa y cuerdas.

## Estructura
1. Lemminkäinen y las doncellas de la isla. Se basa en el Runo 29 («Conquistas»[2]) del Kalevala, donde Lemminkäinen viaja a una isla y seduce a muchas de las mujeres de allí, antes de huir de la furia de los hombres en la isla.
2. El cisne de Tuonela. Es la pieza más popular de los cuatro y es frecuente escucharlo aislado en la programación orquestal. Tiene un destacado solo de corno inglés, su sonido se convierte en un canto a la muerte. La música, pinta una delicada y trascendental imagen de un místico cisne nadando alrededor de Tuonela, la isla de los muertos. Lemminkäinen ha recibido la tarea de matar al cisne sagrado, pero en el proceso es herido con una flecha envenenada, y es él el que muere.
3. Lemminkäinen en Tuonela. Se basa en el Runos 14 («El alce, el caballo, el cisne»[3]) y 15 («Resurrección»[4]). Lemminkäinen se encuentra en Tuonela, la tierra de los muertos, para disparar el Cisne de Tuonela, con tal de poder pedir la mano de la hija de Louhi, amante de Northland. Sin embargo, el ciego de Northland mata a Lemminkäinen, y su cuerpo es lanzado al río y luego desmembrado. La madre de Lemminkäinen se entera de su muerte, viaja a Tuonela, recupera las partes de su cuerpo y las junta de nuevo pacientemente devolviéndole a la vida.
4. El regreso de Lemminkäinen. La partitura sigue casi de forma paralela el final del Runo 30 («Pakkanen»[5]), donde después de sus aventuras en batalla, Lemminkäinen viaja de regreso.

El orden de los movimientos coincide con su numeración dentro de opus 22. Sin embargo, Sibelius revisó el orden en 1947, transponiendo los dos movimientos centrales, que es el orden seguido en la mayoría de interpretaciones.

## Legado
Gondwana de Tristan Murail incorpora un importante pasaje basado directamente en el Lemminkäinen en Tuonela.

## Grabaciones
Las versiones originales de Lemminkäinen y las doncellas de la isla y El regreso de Lemminkäinen han sido grabadas por Osmo Vänskä y la Orquesta Sinfónica de Lahti. Otras grabaciones de la suite completa publicadas son la de la Orquesta Sinfónica de la Radio Finlandesa y Okko Kamu, la Orquesta Sinfónica de Gotemburgo y Neeme Järvi, y la Orquesta de Filadelfia dirigida por Eugene Ormandy.